# Мавританский замок

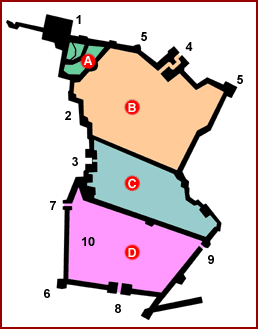
Схема Мавританского замка
A. Внутренняя и внешняя цитадель
B. Касба
C. Вилла-Вьеха (Старый город)
D. Порт (Ла-Барсина)
1. Башня Памяти
2. Фланговая стена
3. Гранадские ворота
4. Надвратная башня
5. Башня
6. Хиральда (Северный бастион)
7. Сухопутные ворота
8. Морские ворота
9. Ворота Ла-Барсина
10. Лодочный дом

Мавританский замок (англ. The Moorish Castle) — средневековая крепость в заморской территории Великобритании Гибралтар. Включает в себя несколько зданий, ворот, укреплённых стен. Доминирующее положение занимает Башня Памяти (англ. Tower of Homage).

## История

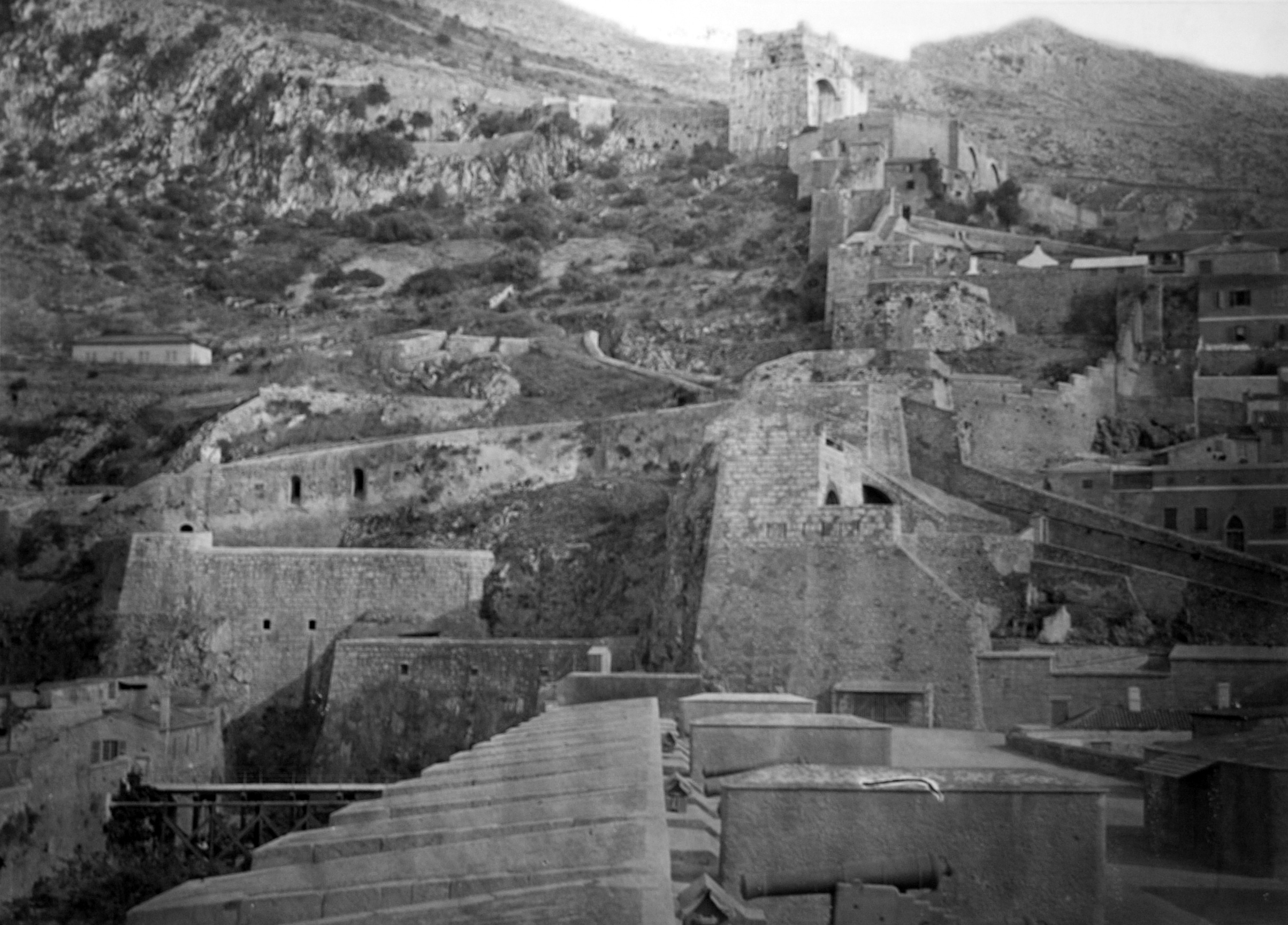
Северные стены мавританского замка в 1879 году

Гибралтар всегда имел особое значение для множества народов и цивилизаций начиная с доисторических времён. Полуостровом в разное время владели мавры, испанцы, британцы. Наиболее длительный период известной истории Гибралтар находился во власти мавров, которые занимали эту территорию с 711 по 1309 годы, а затем, после перерыва, с 1350 по 1462 годы, то есть в целом 710 лет.
Вторжение мусульман в Европу в 711 году началось с Гибралтара. Здесь или поблизости высадились войска Тарика ибн Зияда и Мусы ибн Нусайра. Гибралтар стал первым шагом к покорению большей части Испании и части Франции. В последние годы мавританского правления Гибралтар приобрёл особую значимость, став ключевым пунктом в снабжении Гранады с Африканского континента.
Строительство Мавританского замка началось в VIII веке (вероятно, в 711 году), документальных записей о годе окончания не сохранилось. Крепостными стенами было огорожено значительное пространство, простиравшееся от вершины Гибралтарской скалы до морского побережья. Наиболее примечательные части оставшихся руин — Башня Памяти на вершине скалы и Надвратная башня с куполообразной крышей. Замок является уникальным для Пиренейского полуострова, где не сохранилось других построек династии маринидов.

## Башня Памяти
Башня Памяти является самой высокой, построенной за время мусульманского господства на Пиренейском полуострове, а касба замка, в свою очередь, — крупнейшая по площади. Крепость играла важную роль в мусульманском вторжении на полуостров и представляет историческую ценность не только для Гибралтара, но и для запада Европы.
Существующая в настоящее время башня и большая часть крепости были перестроены в поздний мавританский период, в начале XIV века, после взятия и почти полного уничтожения гибралтарских укреплений сначала испанцами, а затем — вернувшимися маврами.

## Сегодняшнее состояние
В настоящее время Мавританский замок считается одной из главных туристических достопримечательностей Гибралтара. Изображение замка в 1995 году было размещено на обороте гибралтарской банкноты в пять фунтов.
Название "Moorish Castle" (или El Castillo на испанском) используется местными жителями для обозначения жилых районов, примыкающих к замку.
До 2010 года часть крепости использовалась в качестве тюрьмы.